# Ypsora selenodes
Ypsora selenodes är en fjärilsart som beskrevs av George Francis Hampson 1926. Ypsora selenodes ingår i släktet Ypsora och familjen nattflyn. Inga underarter finns listade i Catalogue of Life.